# Radio Plus
Radio Plus – sieć rozgłośni radiowych, wspólny projekt grup medialnych Eurozet i Time SA. W skład sieci – na podstawie umów operatorskich bądź franczyzowych – wchodzą głównie rozgłośnie diecezjalne. Sieć Radia Plus nadaje program o charakterze społeczno-religijnym. W ramówce, poza pasmami muzyczno-informacyjnymi, znajdują się m.in. audycje publicystyczne. Programy lokalne nadawane są przede wszystkim w godzinach 16:00 – 20:00.
Aktualnym formatem muzycznym Radia Plus jest classic hits (utwory lat 70., 80. i 90.). Od 1 kwietnia 2016 programowi towarzyszy liner: Przeboje z Nutą Nostalgii.

## Historia
Radio Plus rozpoczęło nadawanie 5 września 1992 jako rozgłośnia archidiecezji gdańskiej, choć emisja próbnego sygnału odbyła się już 28 sierpnia. Program nadawany wówczas przez tę stację odpowiadał ofercie rozgłośni komercyjnych. Cztery lata później, 18 listopada 1996 format i nazwę gdańskiej stacji przyjęło krakowskie Radio Mariackie. Zaczęto wówczas myśleć o utworzeniu sieci radiowej – w tym celu, rok później powołano do życia Spółkę Producencką Plus, która miała na celu produkcję wspólnego programu dla rozgłośni diecezjalnych i rozpowszechnianie ich drogą satelitarną. W czerwcu 1998 na bazie wielu stacji pod marką Radio Plus zaczęto emisję programu w Warszawie, Szczecinie, Gryficach, Lipianach i w Legnicy, a trzy miesiące później, we wrześniu, podobnie w Bydgoszczy, Gnieźnie, Gorzowie Wielkopolskim, Zielonej Górze, Głogowie, Płocku, Ciechanowie, Gliwicach, Łodzi, Opolu, Kielcach, Lublinie i na warszawskiej Pradze. W późniejszym czasie doszły też stacje w Katowicach, Łowiczu, Poznaniu, Koszalinie, Tarnowie, Białymstoku i w Elblągu. Programowi towarzyszyły linery Radio Dobrze Nastawione i Wiemy, co się święci.
Radio Plus za cel stawiało sobie konkurowanie z Radiem Zet i RMF FM, w rozgłośni działali dziennikarze, którzy byli określani jako pampersi. Program przez nich tworzony nie przyniósł oczekiwanej słuchalności. Pod koniec sierpnia 2001, Konferencja Episkopatu Polski przekazała swoje udziały spółce Silesia Plus Agencja Reklamowa. To spowodowało, że zarząd Spółki Producenckiej Plus zdecydował się na złożenie wniosku o postawienie spółki w stan upadłości, ponadto zablokowano możliwość wejścia dziennikarzy warszawskiej redakcji, a serwisy informacyjne emitowano z Katowic i Gdańska. Ostatecznie na przełomie października i listopada Episkopat postanowił, że Spółka Producencka nadal będzie działać, otrzymując z powrotem udziały dane wcześniej Silesii. W 2002 udziałowcem sieci Radia Plus został Dresdner Kleinwort Capital, fundusz inwestycjny Dresdner Banku. Stacja zmieniła format muzyczny na CHR, a ich linerem było Twoja nowa muzyka, najlepsza muzyka na dziś. Zmiana formatu spotkała się z protestem strony kościelnej, wobec czego od 10 marca 2003 zaczęto emitować muzykę w formacie soft AC, prezentując od tej pory „łagodne przeboje”.
W listopadzie 1999 zakończono emisję Radia Plus w Elblągu, a następnie, w latach 2001–2005, z sieci rozgłośni wyszły warszawskie Radio Józef i Radio Warszawa Praga, Katolickie Radio Ciechanów, Katolickie Radio Płock, poznańskie Radio Emaus, katowickie Radio eM, łowickie Radio Victoria, lubelskie Radio eR i tarnowskie RDN Małopolska. W latach 2003–2006, do sieci przyłączyły się radomskie Radio AVE i toruńskie Radio Brawo, a dzięki nowej częstotliwości (93,3 MHz) Radio Plus od 14 sierpnia 2002 nadal było słyszalne w Warszawie.
W 2005 nowym inwestorem miało zostać berlińskie Radio Hundert 6, jednak transakcja nie doszła do skutku, a kilka miesięcy później niedoszły inwestor Plusa zbankrutował, przez co spółki, które dotychczas produkowały program sieciowy zostały postawione w stan upadłości. Ostatecznie osiem stacji związało się z Grupą Radiową Time, które zaczęło emitować testowo Radio Łagodne Przeboje, które 31 października 2005 zmieniło nazwę na Vox FM. Pozostałe stacje związały się ze spółką Ad.point, która stała się nowym właścicielem radia, otrzymując również prawo do nazwy.
W 2007 liner Łagodne Przeboje został zastąpiony przez Przeboje w dobrym nastroju, zachowując format muzyczny. Rok później ponownie do sieci przyłączyło się Radio Józef, a następnie dwa lata później, w drugiej połowie czerwca 2010, doszło do podpisania porozumienia pomiędzy spółką Radio Plus Polska a Porozumieniem Radiowym Plus, dzięki czemu 5 września tego samego roku, w Łodzi, Krakowie, Szczecinie, Gryficach i w Lipianach ponownie zaczęto nadawać program Radia Plus, które też dzięki temu było słyszalne także w Rabce-Zdroju i w Zakopanem. W tym czasie zmieniono ponownie liner rozgłośni na Miłego dnia, by w 2011 powrócić do Łagodnych Przebojów.
W kwietniu 2013 produkcję programu przejęła Grupa Radiowa Time, która, począwszy od 8 kwietnia, zmieniła format muzyczny stacji. Od tej chwili radio emitowało muzykę taneczną z linerem Zawsze w rytmie. Pomimo początkowych protestów ze strony słuchaczy oraz biskupów, słuchalność stacji mocno wzrosła. 2 grudnia 2013, Radio Plus i VOX FM zamieniły swoje formaty muzyczne – od tej chwili rozgłośnia nadaje muzykę w formacie classic hits. Od tamtej pory linerem Plusa były Przeboje zawsze młode, które od 9 lutego 2015 zostało zmienione na Moc Przebojów. Moc Zabawy, a od 1 kwietnia 2016 na Przeboje z Nutą Nostalgii.
W latach 2013–2014 z sieci wyszły rozgłośnie nadające program w Opolu, Kielcach i w Gliwicach. Przyczyną secesji była zmiana formatu muzycznego na muzykę taneczną, pomimo tego, że od kilku miesięcy nie nadawano już tej muzyki. Ponadto w czerwcu 2013 toruńskie Radio Plus stało się częścią nowopowstałej sieci Radio Zet Gold. W kwietniu 2017, do sieci przyłączyło się Radio eR, dzięki czemu ponownie Radio Plus zaczęło nadawać w Lublinie.
W październiku 2017, redakcja Radia Plus otrzymała nagrodę medialnego Totusa, przyznawaną z okazji Dnia Papieskiego przez Fundację Nowego Tysiąclecia, za audycję Nocne Światła. Ze względów finansowych, pod koniec grudnia 2022 zawieszono działalność stacji w Gryficach i Lipinach.

## Słuchalność
Według badania Radio Track (wykonane przez Millward Brown SMG/KRC) udział Radia Plus pod względem słuchania w okresie luty-kwiecień 2022 w grupie wiekowej 15–75 lat wyniósł 1,9 proc., co dało tej stacji 12. pozycję w rankingu rynku radiowego w Polsce.

## Programy Radia Plus
- Nocne Światła – cykl rozmów na różne tematy dotyczące kościoła, historii, psychologii i oświaty (Paweł Krzemiński)
- Kościół, Wydarzenia, Komentarze – program poświęcony ważnym wydarzeniom w Kościele Katolickim w Polsce i na świecie oraz komentujący z udziałem osób świeckich i duchownych aktualne sprawy społeczne i polityczne Weronika Kostrzewa
- Sedno sprawy – cykl rozmów z politykami i nie tylko-Jacek Prusinowski
- Ósma godzina czytań – rozważania i komentarze do niedzielnych czytań-Artur Moczarski
- Sedno sprawy PLUS – program o tematyce społeczno-politycznej-Jacek Prusinowski
- Ludzkim głosem – rozmowy z udziałem słuchaczy na tematy społeczne i teologiczne Patrycja Michońska i ks. Zbigniew Kapłański
- Aleja Gwiazd – Mariusz Syta
- Kto Rano Wstaje – Poranne pasmo Radia Plus (Kasia Kozimor i Tomasz Waloszczyk)
- Przeboje z nutą nostalgii/Prywatka z Radiem Plus (Jan Pasterski, Agnieszka Morawska, Andrzej Jaszczyszyn, Tomasz Bednarek, Marek Sierocki)
- Muzyczny Alfabet Sierockiego
- Przebojowa Poczta Marka Sierockiego
- Wieki wieków-Artur Moczarski
- Środek tygodnia – program społeczno-polityczny omawiający z zaproszonymi gośćmi i ekspertów tłumaczący aktualne wydarzenia w Polsce-Kamila Baranowska
- Człowiek z bliska-Małgorzata Świtała

## Struktura kapitałowa
Podmioty zależne od Eurozet Radio Sp. z o.o.:
- Radio Plus Polska Sp. z o.o. (80% udziałów Eurozet Radio),
  - Spółka Producencka Plus Polska Sp. z o.o. (100% udziałów Radio Plus Polska),
  - Radio Plus Polska-Zachód Sp. z o.o. – operator rozgłośni w Bydgoszczy, Gdańsku, Gnieźnie, Głogowie, Gorzowie Wielkopolskim, Zielonej Górze (80% udziałów Radio Plus Polska),
- Radio Plus Polska Centrum Sp. z o.o. – operator Radia Plus Warszawa (100% udziałów Eurozet Radio).

Podmioty zależne od Time SA:
- Porozumienie Radiowe Plus Sp. z o.o. – operator rozgłośni w Krakowie (również program dla Podhala), Łodzi, Koszalinie, Lublinie oraz Olsztynie (51% udziałów Time SA).

## Sieć Radia Plus

### Obecnie
| Stacja                  | Data przyłączenia do sieci | Operator                                                                          | Uwagi |
| ----------------------- | -------------------------- | --------------------------------------------------------------------------------- | --- |
| Radio Plus Bydgoszcz    | 1.09.1998                  | Radio Plus Polska-Zachód                                                          | od 18.08.1994 do 2.07.1996 Radio VOX, od 3.07.1996 do 22.04.1997 przerwa w emisji, od 23.04.1997 do 31.08.1998 Radio Św. Wojciech; do 23.02.2004 na obszarze archidiecezji gnieźnieńskiej                         |
| Radio Plus Gdańsk       | 5.09.1992                  | Radio Plus Polska-Zachód                                                          | |
| Radio Plus Głogów       | 1.09.1998                  | Radio Plus Polska-Zachód                                                          | rozgłośnia diecezji zielonogórsko-gorzowskiej; od 2.02 do 31.08.1998 Radio Głogów |
| Radio Plus Gniezno      | 1.09.1998                  | Radio Plus Polska-Zachód                                                          | od 23.04.1997 do 31.08.1998 Radio Św. Wojciech |
| Radio Plus Gorzów       | 1.09.1998                  | Radio Plus Polska-Zachód                                                          | od 16.10.1992 do 31.08.1998 Radio Gorzów |
| Radio Plus Koszalin     | 15.11.2000 (6.09.2010)     | Porozumienie Radiowe Plus                                                         | od 6.11.1994 do 14.11.2000 Katolickie Radio Teraz, od 7.09 do 30.10.2005 Radio Łagodne Przeboje Koszalin, od 31.10.2005 do 5.09.2010 VOX FM Koszalin, od 6.09.2010 ponownie pod obecną nazwą                      |
| Radio Plus Kraków       | 18.11.1996 (6.09.2010)     | Porozumienie Radiowe Plus                                                         | od 8.05.1993 do 17.11.1996 Radio Mariackie, od 7.09 do 30.10.2005 Radio Łagodne Przeboje Kraków, od 31.10.2005 do 5.09.2010 VOX FM Kraków, od 6.09.2010 ponownie pod obecną nazwą                                 |
| Radio Plus Legnica      | 18.06.1998                 | stacja przyłączona na mocy umów franczyzowych ze spółką Radio Plus Polska         | od 11.1990 do 4.11.1995 (Katolickie) Radio Legnica, od 5.11.1995 do 17.06.1998 Radio eL |
| Radio Plus Lublin       | 1.09.1998 (16.04.2017)     | Porozumienie Radiowe Plus                                                         | od 3.04.1994 do 31.08.1998 Katolickie Radio Lublin, od 1.10.2005 do 15.04.2017 Radio eR, od 16.04.2017 ponownie pod obecną nazwą                                                                                  |
| Radio Plus Łódź         | 1.09.1998 (6.09.2010)      | Porozumienie Radiowe Plus                                                         | od 18.09.1994 do 31.08.1998 Radio Emaus, w dniach 1–13.09.2005 Radio 100,4 FM, od 14.09 do 30.10.2005 Radio Łagodne Przeboje Łódź, od 31.10.2005 do 5.09.2010 VOX FM Łódź, od 6.09.2010 ponownie pod obecną nazwą |
| Radio Plus Olsztyn      | 6.09.2010                  | Porozumienie Radiowe Plus                                                         | |
| Radio Plus Podhale      | 6.09.2010                  | Porozumienie Radiowe Plus                                                         | siedziba w Zakopanem (archidiecezja krakowska); od 31.10.2005 do 5.09.2010 VOX FM Podhale, do 2005 na jego częstotliwościach nadawało Radio Plus Kraków                                                           |
| Radio Plus Radom        | 30.11.2003                 | stacja przyłączona na mocy umów franczyzowych ze spółką Radio Plus Polska         | od 25.12.1993 do 29.11.2003 Katolickie Radio Radomskie AVE |
| Radio Plus Szczecin     | 1.06.1998 (6.09.2010)      | stacja przyłączona na mocy umów franczyzowych ze spółką Porozumienie Radiowe Plus | od 11.11.1991 do 31.05.1998 Katolickie Radio AS, w dniach 13–30.10.2005 Radio Łagodne Przeboje Szczecin, od 31.10.2005 do 5.09.2010 VOX FM Szczecin, od 6.09.2010 ponownie pod obecną nazwą                       |
| Radio Plus Warszawa     | 1.06.1998 (1.07.2008)      | Radio Plus Polska Centrum                                                         | od 29.06.1994 do 31.05.1998 i od 1.07.2002 do 30.06.2008 Radio Józef |
| Radio Plus Zielona Góra | 1.09.1998                  | Radio Plus Polska-Zachód                                                          | do 31.08.1998 Katolickie Radio Zielona Góra (vel Lubuskie Radio Nadzieja) |

### Dawniej
| Stacja                              | Miasto           | Data przyłączenia do sieci | Data odejścia z sieci | Uwagi |
| ----------------------------------- | ---------------- | -------------------------- | --------------------- | --- |
| Radio Plus Białystok                | Białystok        | 13.05.2000                 | 6.01.2006             | od 27.12.1998 do 12.05.2000 Radio Miłosierdzie, od 6.01.2006 do 5.09.2010 VOX FM Białystok, obecnie Radio i |
| Radio Plus Ciechanów                | Ciechanów        | wrzesień 1998              | 7.02.2003             | rozgłośnia diecezji płockiej; od 16.10.1993 do września 1998 i od 7.02.2003 do 22.06.2014 Katolickie Radio Ciechanów, obecnie Katolickie Radio Diecezji Płockiej |
| Radio Plus Elbląg                   | Elbląg           | 10.1998                    | 11.1999               | od 24.12.1995 do 10.1998 Radio Bis |
| Radio Plus Gryfice                  | Gryfice          | czerwiec 1998 (6.09.2010)  | 30.12.2022            | rozgłośnia archidiecezji szczecińsko-kamieńskiej; od 16.09.1996 do czerwca 1998 Katolickie Radio FM Gryfice vel Radio Fala, w dniach 13–30.10.2005 Radio Łagodne Przeboje Gryfice, od 31.10.2005 do 5.09.2010 VOX FM Gryfice, od 6.09.2010 pod nazwą Radio Plus Gryfice, zakończyła nadawanie 30.12.2022 |
| Radio Plus Katowice                 | Katowice         | wrzesień 1998              | 1.04.2002             | od października 1995 do 5.01.1997 Radio Archidiecezji Katowickiej, od 6.01.1997 do września 1998 Radio Arka, obecnie Radio eM |
| Radio Plus Kielce                   | Kielce           | wrzesień 1998              | 1.05.2014             | od 15.08.1992 do września 1998 Radio Jedność, obecnie Radio eM Kielce |
| Radio Plus Lipiany                  | Lipiany          | 1.06.1998 (6.09.2010)      | 31.12.2022            | rozgłośnia archidiecezji szczecińsko-kamieńskiej, od 18.08.1991 do 31.05.1998 Katolickie Radio FM Lipiany, w dniach 13–30.10.2005 Radio Łagodne Przeboje Lipiany, od 31.10.2005 do 5.09.2010 VOX FM Lipiany, od 6.09.2010 pod nazwą Radio Plus Lipiany, zakończyła nadawanie 31.12.2022                  |
| Radio Plus Łomża                    | Łomża            | 2005                       | 22.07.2005            | od 1.03.1997 do 2005 Radio Łomża, obecnie Radio Eska Łomża |
| Radio Plus między Łodzią a Warszawą | Łowicz           | 1.05.1999                  | 21.06.2004            | od 25.03.1995 do 30.04.1999 i obecnie Radio Victoria |
| Radio Plus Opole                    | Opole            | wrzesień 1998              | 1.05.2014             | od 16.04.1995 do września 1998 Radio Góra św. Anny, obecnie Radio Doxa |
| Radio Plus Płock                    | Płock            | wrzesień 1998              | 11.2003               | od 7.06.1991 do września 1998 i od 11.2003 do 22.06.2014 Katolickie Radio Płock, obecnie Katolickie Radio Diecezji Płockiej |
| Radio Plus Poznań                   | Poznań           | 1.04.2001                  | 1.03.2003             | od 23.03 do 19.11.1995 Poznańska Rozgłośnia Archidiecezjalna, od 20.11.1995 do 14.10.1996 Katolickie Radio Refleks, od 15.10.1996 do 31.03.2001 Katolickie Radio Poznań, obecnie Radio Emaus |
| Radio Plus Praga                    | Warszawa (Praga) | wrzesień 1998              | 7.07.2001             | od 1.10.1991 do 19.02.1997 Katolickie Radio Warszawa, od 20.02.1997 do 31.08.1998 i od 7.07.2001 do 5.12.2006 Radio Warszawa Praga, obecnie Radio Warszawa |
| Radio Plus Śląsk                    | Gliwice          | wrzesień 1998              | 1.07.2014             | od 12.04.1993 do września 1998 Katolickie Radio Puls, obecnie Radio Silesia |
| Radio Plus Tarnów                   | Tarnów           | 23.11.1998                 | 1.02.2004             | od 24.12.1993 do 23.11.1998 Radio Dobra Nowina, obecnie RDN Małopolska |
| Radio Plus Toruń                    | Toruń            | czerwiec 2006              | 30.06.2013            | od 5.11.1994 do 31.05.2002 Radio Las Vegas (siedziba w Ciechocinku), od 1.06.2002 do czerwca 2006 Radio Brawo, od 30.06.2013 do 3.09.2017 Radio Zet Gold Toruń, obecnie Meloradio Toruń |

## Lokalizacje stacji nadawczych[57]
| Stacja                  | Lokalizacja nadajnika                      | Częstotliwość (MHz) | Moc nadajnika (kW) | Polaryzacja |
| ----------------------- | ------------------------------------------ | ------------------- | ------------------ | ----------- |
| Radio Plus Bydgoszcz    | Bydgoszcz *Osielsko*                       | 102,6               | 1                  | Pionowa     |
| Radio Plus Bydgoszcz    | Inowrocław *Kościół Zwiastowania NMP*      | 91,6                | 0,1                | Pionowa     |
| Radio Plus Gdańsk       | Gdańsk *Chwaszczyno*                       | 101,7               | 120                | Pozioma     |
| Radio Plus Głogów       | Głogów *Jakubów*                           | 107,3               | 0,2                | Pionowa     |
| Radio Plus Gniezno      | Gniezno *Komin PEC*                        | 89,5                | 10                 | Pionowa     |
| Radio Plus Gorzów       | Gorzów Wielkopolski *Budynek Urzędu Woj.*  | 100,7               | 10                 | Pionowa     |
| Radio Plus Gorzów       | Słubice *Kościół Ducha Świętego*           | 90,6                | 0,1                | Pionowa     |
| Radio Plus Zielona Góra | Zielona Góra *Wieża Ciśnień*               | 91,7                | 1                  | Pionowa     |
| Radio Plus Warszawa     | Warszawa *PKiN*                            | 96,5                | 10                 | Pionowa     |
| Radio Plus Kraków       | Kraków *Chorągwica*                        | 106,1               | 10                 | Pozioma     |
| Radio Plus Nowy Sącz    | Rabka *Góra Luboń Wielki*                  | 102,7               | 5                  | Pozioma     |
| Radio Plus Nowy Sącz    | Zakopane *Góra Gubałówka*                  | 107,9               | 0,1                | Pionowa     |
| Radio Plus Łódź         | Łódź *Komin EC-4*                          | 100,4               | 5                  | Pionowa     |
| Radio Plus Koszalin     | Piła *Hotel Gromada Rodło*                 | 90,3                | 0,2                | Pionowa     |
| Radio Plus Koszalin     | Kołobrzeg *Komin MEC*                      | 93,3                | 0,1                | Pionowa     |
| Radio Plus Koszalin     | Słupsk *Bierkowo*                          | 99,5                | 1                  | Pionowa     |
| Radio Plus Koszalin     | Szczecinek *ul. Fabryczna*                 | 99,8                | 0,1                | Pionowa     |
| Radio Plus Koszalin     | Koszalin *Góra Chełmska – Wieża*           | 102,6               | 1                  | Pionowa     |
| Radio Plus Legnica      | Legnica *Kościół Św. Jana Chrzciciela*     | 92,7                | 0,1                | Pionowa     |
| Radio Plus Legnica      | Jelenia Góra *Łysa Góra*                   | 94,9                | 5                  | Pionowa     |
| Radio Plus Legnica      | Polkowice *Komin EC-2*                     | 102,6               | 20                 | Pionowa     |
| Radio Plus Legnica      | Świeradów-Zdrój *Góra Stóg Izerski*        | 102,8               | 1                  | Pozioma     |
| Radio Plus Legnica      | Kamienna Góra *Kościół Św. Piotra i Pawła* | 103,4               | 1                  | Pozioma     |
| Radio Plus Lublin       | ER Piotrków                                | 87,9                | 25                 | Pionowa     |
| Radio Plus Radom        | Radom *Wacyn*                              | 90,7                | 5                  | Pozioma     |
| Radio Plus Radom        | Kupimierz *Dostrzegalnia ppoż.*            | 94                  | 1                  | Pionowa     |
| Radio Plus Radom        | Kozienice *Nowiny*                         | 97,9                | 0,6                | Pionowa     |
| Radio Plus Radom        | Skarżysko-Kamienna *Góra Pogorzelska*      | 94,5                | 0,5                | Pionowa     |
| Radio Plus Szczecin     | Szczecin *RTCN Kołowo*                     | 88,9                | 15,1               | Pozioma     |
| Radio Plus Olsztyn      | Olsztyn *ul. Budowlana*                    | 88,1                | 1                  | Pionowa     |
| Radio Plus Olsztyn      | Bartoszyce *Elewator Elewarr*              | 94,2                | 0,2                | Pionowa     |
| Radio Plus Olsztyn      | Kętrzyn *ul. Klonowa*                      | 96,4                | 0,2                | Pionowa     |
| Radio Plus Olsztyn      | Mrągowo *ul. Spacerowa*                    | 101,1               | 0,2                | Pionowa     |
| Radio Plus Olsztyn      | Szczytno *ul. Gnieźnieńska*                | 104,3               | 0,2                | Pozioma     |
| Radio Plus Olsztyn      | Ostróda *Wieża ciśnień*                    | 105,2               | 0,2                | Pionowa     |
| Radio Plus Wrocław      | Wrocław *Żórawina*                         | 101,1               | 0,2                | Pionowa     |